# 新定内外官交替式
新定内外官交替式（しんていないげかんこうたいしき）は、平安時代前期に著された交替式。貞観年間に編纂されたことから、貞観交替式（じょうがんこうたいしき）とも呼ばれる。上下巻2巻であるが、現存するのは下巻のみである。

## 概要
上巻が失われているため、具体的な編纂経緯は不詳であるが、貞観10年閏12月20日（869年1月26日）の太政官符で施行されたことが確認されているため、編纂は貞観9年（868年）頃で勘解由使（当時の長官は南淵年名）を中心に編纂されたと推定されている。
撰定交替式（延暦交替式）を増補する体裁で編纂が行われ、まず撰定交替式条文全41条を収めて「今案」と称した後に、「新式」と称された新しい条文を付記し、「今案」が無効になったことを明らかにしている。
撰定交替式（延暦交替式）編纂後、京官などにも交替手続が義務づけられたため、それに関連した規定などが追加されている。また、弘仁格や弘仁式において既に収められた法令が含まれている。反対にやや遅れて編纂された貞観格や貞観式には新定内外官交替式に盛り込まれなかった規定や修正された法令が含まれている。現在知られている最古のものは、室町時代の写本で三条西家から尊経閣文庫に伝来したものであり、次代の内外官交替式（延喜交替式）と合綴形式となっている。